# Сисаль
Сисаль (исп. Sisal) — портовый город в Мексике, штат Юкатан, муниципалитет Хунукма. Расположен в 53 км к северу северо-западу от Мериды. Численность населения, по данным переписи 2010 года, составила 1 837 человек.

## Население
| Численность жителей Сисаля по годам |      |
| 2005                                | 2010 |
| 1672                                | 1837 |